# ソニー・エンターテイメント・テレビジョン
ソニー・エンターテイメント・テレビジョン（Sony Entertainment Television(SET)）は、1995年9月30日に開始した、日本のSonyの子会社であるCulver Max Entertainmentが所有するインドのヒンディー語の総合エンターテイメント有料テレビチャンネルである。
SET IndiaのYouTube チャンネルの総視聴回数は 1,240億回を超え、世界で4番目に登録者数の多いYouTube チャンネルとなっている。 

## 歴史
このチャンネルは1995年9月に開設され、多くのドラマティックショーやリアリティショーの放映が開始された。
2001年にロゴをグリーンに変更。 2016年にロゴを紫色に変更。